# ارنی مورتنسن
ارنی مورتنسن (انگلیسی: Arne Mortensen; ۱۴ اکتبر ۱۹۰۰ – ۲۸ فوریهٔ ۱۹۴۲) قایقران روئینگ اهل نروژ بود.